# Arena Danubio
Arena Danubio (en húngaro, Duna Aréna) es un centro acuático de la ciudad de Budapest (Hungría), localizado en la orilla oriental del río Danubio.
Su construcción comenzó en mayo de 2015 y fue terminada en marzo de 2017 con motivo de la celebración del XVII Campeonato Mundial de Natación. El diseño y construcción estuvo a cargo del estudio NAPUR Architect Kft bajo la dirección del arquitecto húngaro Marcel Ferencz.
El edificio principal, de 25 000 m², cuenta con una piscina de competición de 50 m, una piscina de entrenamiento de 50 m y una piscina de saltos de 25 m. En la parte exterior se encuentran dos piscinas adicionales, una de 50 m y otra de 25 m. Tiene una capacidad para 6000 espectadores (en situaciones normales), que puede ampliarse a más de 12 000 en grandes acontecimientos.

## Acontecimientos deportivos
- Campeonato Mundial de Natación de 2017
- Campeonato Europeo de Natación de 2021
- Campeonato Mundial de Natación de 2022
- Campeonato Mundial de Natación en Piscina Corta de 2024
- Campeonato Mundial de Natación de 2027